# Cappella di Santa Maria Assunta (La Befa)
La cappella di Santa Maria Assunta è una chiesa sconsacrata che si trova a La Befa, nel comune di Murlo.

## Storia

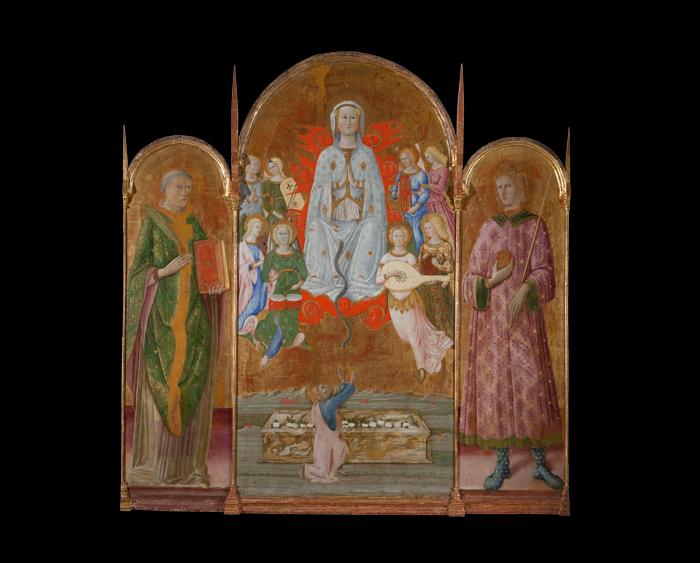
Il trittico quattrocentesco, oggi conservato alla Pinacoteca nazionale di Siena

La piccola cappella, che fu sede nel corso di tutto il Settecento della Compagnia dei Celesti, che ne curava la conservazione, si innalza al limitare del centro abitato della Befa. Non si conosce la data esatta della sua fondazione, ma la presenza di un trittico di scuola senese del XV secolo potrebbe far ritenere che a quella data la costruzione esistesse già. Il trittico fu acquistato dallo Stato nel 1972 ed è oggi conservato nella Pinacoteca nazionale di Siena; è databile alla fine del Quattrocento ed è riconducibile all'ambito pittorico legato alla produzione del Vecchietta.
La chiesa, da tempo sconsacrata, è usata per eventi culturali.